# Station Clion-sur-Seugne
Station Clion-sur-Seugne is een spoorwegstation in de gemeente Clion in het Franse departement Charente-Maritime.